# Septentrion's Walk
 (juin 2020).
- Si vous ne connaissez pas le sujet, laissez ce bandeau (vous pouvez alors contacter les auteurs).
- Si vous supprimez le contenu mis en cause (vous pouvez préalablement contacter les auteurs),

argumentez précisément cette suppression dans la page de discussion
(un manque de référence n'est pas un argument ; une recherche réelle de référence doit avoir été effectuée, être formellement documentée).
 (septembre 2013).

Septentrion's Walk est un album de 15 titres du groupe Seyminhol sorti en 2005. Cinquième album du groupe, il s'agit en fait d'un digipack comprenant 2 CD. Il est profondément inspiré par l'Histoire, notamment la guerre entre Charlemagne et les Vikings. Il s'en est vendu 2500 copies en France .

## Création de l'album
Après le succès rencontré par Northern Recital, le 1er « vrai » album du groupe Seyminhol, ses membres ont voulu réaliser une suite encore plus poussée en qualité et en professionnalisme. Kevin Kazek, le chanteur, diplômé en Histoire, s'est remis à l'écriture et a fourni l'ensemble du concept de Septentrion's Walk tant au niveau de l'histoire qu'au niveau des textes et des paroles des chansons. Nicolas Pelissier,  le guitariste et claviste, en a composé une grande partie de la musique.
Septentrion's Walk a été enregistré au studio Kirk Production par Gilles Kaufmann. Lors de son enregistrement, Seyminhol a fait appel à de nombreux invités comme la chorale de la ville de Algrange, berceau du groupe. La pochette et le livret de l'album sont encore l'œuvre de Gengis Kahn Artwork. Ceux-ci comprennent diverses illustrations, les paroles des chansons et l'histoire de l'album en français et en anglais.
Le 1er CD du digipack comprend l'album Septentrion's Walk proprement dit. Tout comme son prédécesseur, il est composé de 15 titres articulés autour de 3 parties : Thorgis Last Peregrination, When the North is Raging et The Wary Ravens of Hroptatyr. Ses titres et ses parties entament leur numérotation là où se terminaient celles de Northern Recital et sont entrecoupés par des interludes qui accentuent l'immersion dans le concept de l'album par les ambiances qu'elles fournissent et ses passages en langue scandinave (voir Veizla ok Drykkja). L'Histoire est au centre de l'album, tout comme pour son prédécesseur, et on peut ressentir dans la lecture du livret toute la recherche faite par le groupe concernant les faits historiques qui se sont déroulés durant la période narrée dans Septentrion's Walk.  
Le 2e CD du digipack contient un titre chanté en français, La 7e Croisade, que le groupe avait enregistré à l'occasion de la compilation French Steel, une version « radio edit » de Ode to Eternity, un titre de Northern Recital, et son clip vidéo, plus diverses photos du groupe et autres fonds d'écran.
L'album sera encore une fois bien accueilli et bien noté, par la presse spécialisée, avec une interview en double page centrale du magazine Rock Hard no 50.
L'album est distribué par Brennus Music.

## Titres

### Part 4: Thorgis Last Peregrination
- 12 : The Christian World's Death-Throes ?
- 13 : A Furore Normannorum
- First Interlude : A Fatal Omen
- 14 : Laments of a King
- 15 : Return of the Long Snake
- 16 : Veizla ok Drykkja

### Part 5: When the North is Raging
- Second Interlude : In the Winding of Thought
- 17 : Godfred's Will
- 18 : And the North, Now, Had the Ships
- 19 : Invaders
- 20 : The Bloody Rampart

### Part 6: The Wary Ravens of Hroptatyr
- Third Interlude : Dawn of the Gods
- 21 : The Conquest is Marching
- 22 : Breath of Fate
- Fourth Interlude : The Kiss of Dusk

## Septentrion's Walk: l'histoire continue[7]...

### Part 4: Thorgis Last Peregrination
8 juin 793, le monastère-évêché de Lindisfarne n'est plus. Cet îlot de christianisme, chargé de diffuser la parole divine, vient de subir le joug de Thorgis et de ses hommes. Pillant, brûlant et massacrant tour à tour, le jeune viking, guidé par le souffle violent des dieux du Nord, entend bien poursuivre ses actes de barbarie et réaliser d'autres escarmouches.
Jarrow en Northumbrie, Morganwg en Galles du sud, Kintyre et l'île de Man sont visitées puis abandonnées à la terreur et au chaos.
En 795, c'est au tour du couvent de Iona, fondé par Saint Columba, d'être saccagé. Gardien de la chrétienté en cette partie retirée du monde, le raid qu'il subit marque profondément les esprits, et à maintes reprises il croulera sous les coups assénés par le marteau des païens. L'orage et la foudre s'abattent sur les croyants, les perles de leurs chapelets sont rougis par leur sang et gisent sur un sol désolé, livré à la fureur des impies (The Christian World's Death-Throes ?).
La voix de Thorgis s'élève, il vocifère qu'il est le fléau de Dieu, la bête immonde chargée d'éradiquer le christianisme et ses représentants (A Furore Normannorum). Jusqu'en 799 il va mener une vie de forban, infligeant des blessures profondes et douloureuses à l'église et à ses disciples.
Charlemagne, ébranlé par la violence des premières attaques et par le sac de Lindisfarne, va comprendre très tôt que les nouvelles que lui apportent son conseiller Alcuin seront toujours plus brutales (A Fatal Omen). Ce grand souverain, ceint de la couronne de fer de Lombardie depuis 774, a unifié les terres d'Occident sous le signe de la croix et a déployé sa bannière sur tous les champs de bataille. Ayant massacré les Vascons, dompté les Bavarois, les Avars et déporté un grand nombre de Saxons restés fidèles à leur chef, Widukind, il découvre de nouveaux adversaires bien plus dangereux, prêts à détruire son pouvoir. Iona est tombé et le roi ne peut contenir ses larmes (Laments of a King), il sait désormais que cette lutte sera la plus terrible et la plus difficile qu'il aura à soutenir. Un bien funeste héritage pour ses descendants.
Surgissant de l'écume des flots, les vikings, vengeurs sanguinaires, s'apprêtent à déferler sur ses terres comme des vagues déchainées et dévastatrices. Charlemagne reste le seul rempart susceptible de les briser, il incarne la foi, il est le ministre de Dieu sur Terre. Mais pour combien de temps ?
À l'aube de l'an 800, Thorgis décide de reprendre la mer. Il navigue sans relâche vers son pays natal pour informer son hôte de ses projets. Embarqué sur son long serpent (Return of the Long Snake), il rêve de nouvelles gloires et de conquêtes. Odin a toujours guidé ses gestes et lui a assuré la victoire. Il protège désormais sa cargaison pleine de butin et accompagne son trajet. Sous l'égide du dieu borgne, c'est un retour sans encombre pour l'enfant de l'écume. Son destin (« gaefa ») exceptionnel l'a mené en maints lieux et, comme son équipage, il a mûri avec le vacarme des vagues dont le sel a tanné sa peau. Fidèle à sa promesse, il revient vers les siens et s'apprête à recevoir de Godfried de Danemark tous les honneurs dignes d'un grand guerrier. C'est un homme complet et véritable, fier et courageux, il pourra dire au vieux Thorvald, son père, qu'il est habile aux neuf exercices. Il incarne le nord mythique et héroïque, il peut « fara a vikingu » (aller en expédition viking) car il est né chanceux (hamingja), destiné à accomplir une œuvre d'envergure, dont le renom atteindra l'enclos des Ases, Ásgard.
Après plusieurs semaines de navigation, Thorgis arrive enfin chez Godfried, le nouveau Konungr du Jutland, qui a eu vent des exploits du jeune aventurier. Le souverain est majestueux, et son accueil est grandiose et magnifique. Un immense banquet se prépare en l'honneur de celui qui a blessé la chrétienté (Veizla ok Drykkja). Il se déroulera en pleine période de « vetnaetr ». La bière («bjorr ») a été généreusement brassée, le gibier abonde et les jeux organisés comblent les invités. On boit aux ancêtres, on prête serment, on se félicite, on déclame des poèmes dans une ambiance de liesse irréelle, bercée par le son d'une musique entêtante. Godfried prend alors la parole : « vous devez partager couteaux et quartier de viande ». Thorgis répond : « comme parents mais non ennemi ». Ragnar son compagnon poursuit : « vous devez être hommes vivant en paix, aux beuveries et aux banquets ».
Thorgis et Godfried s'échangent des paroles amicales, ils discutent longuement et apprennent à s'apprécier. Pour le premier, le roi est le seul homme capable de lever une armée gigantesque prête à déferler sur l'occident christianisé. Son charisme et sa prestance inspirent le respect auprès de tous. Une grande opération militaire pourrait stopper toute volonté d'extension chrétienne et d'évangélisation du Septentrion.

### Part 5: When the North is Raging
Lorsque le jour se dévoile, Godfried de Danemark pense à ce que lui a conté Thorgis sur les chrétiens et leurs richesses, sur leur roi dont le bras armé de l'épée du Seigneur veut abattre les croyances du Nord. Il se souvient encore de Siegfried Ier de Danemark qui, lui aussi, avait accueilli un rescapé saxon, dont le peuple avait été anéanti par Charlemagne. Il rumine ses projets en silence (In the Winding of Thought), car il sait que s'il ne réagit pas le premier, un jour il devra faire face à une armée immense et redoutable. Il décide donc d'utiliser les prochaines années de son règne pour renforcer son territoire et ses troupes et mettre sur pied une force militaire impressionnante. Il s'organise, se structure (Godfred's Will') mais doit d'abord gouverner comme un roi sacré et bon, qui agit pour le bien des siens. Il a été élu, choisi par son peuple de qui il tient son pouvoir pour être arsaell et fridsaell. Lorsqu'il combattra, il ne pourra remporter la victoire et devenir sigrsaell que s'il a bien rempli les deux premières fonctions. Il sera alors jugé pour ses actes, pour sa générosité aussi, car il est le « seigneur des anneaux » d'or et d'argent qu'il porte au bras et qu'il doit briser pour les distribuer à ses sujets. Il sait tout cela et sa conduite sera exemplaire car il veut sa place à la table de Odin.
804, le moment est venu de montrer à Charlemagne que le Nord est puissant (And the North, now, had the Ships). Godfried de Danemark décide de faire une démonstration de force par terre et par mer à Slesthorp en Frise (région historique). C'est le plus grand port de commerce de l'époque. Plus de deux cents knerrir sont réunis et des milliers d'hommes à pied et à cheval défilent comme pour défier l'Empereur d'Occident. Celui-ci ne réagit pas. Godfried est confiant, mais préfère attendre avant d'attaquer. Il sait que son armée peut se lever rapidement, comme une tempête sur l'océan, et tout dévaster sur son passage. L'apathie de Charlemagne le sert et lui permet de mûrir sa stratégie.
808, après quatre années d'investissement et de discipline, Godfried envahit l'ancien territoire saxon pris par Charlemagne, sur lequel furent installés des Slaves christianisés, les Obodrites (Invaders). Il brule, pille et détruit leur ville commerçante, Rerik, soumet l'ensemble du peuple, déporte les marchands et s'assure que leur chef Drosuk, a bien été capturé et emmené par sa garde. Les guerres menées par Charlemagne aux confins méridionaux de son empire l'éloigne de ces dangers. C'est donc son fils, Charles le Jeune, qui est envoyé pour résoudre le problème et punir les envahisseurs. Mais il tergiverse et parade plus qu'il ne combat. Godfried a su démontrer ses capacités de réactions et son habileté à diriger ses troupes. Il sait que son adversaire le craint mais préfère pour le moment fortifier ses frontières pour s'assurer une défense efficace en cas de conflit plus général. Il se hâte de faire ériger un puissant rempart, le Danevirke, dont le but est de barrer la route du Nord aux soldats de Charlemagne (The Bloody Rampart). Muni de tours et de plusieurs portes, c'est une défense imposante, symbole de la grandeur viking, le sanctuaire inviolable de l'armée du Nord.
Charlemagne voit en Godfried un ennemi redoutable. Il sait jauger le charisme et la valeur de ses adversaires et ce souverain est un démon prêt à tout. Il lui propose donc de traiter, mais Godfried refuse. Maintenant qu'il possède des troupes aguerries, des bateaux nombreux et rapides et une protection monumentale, il ne craint personne, ni même cet Empereur qu'il dévisage et qu'il rabroue. La volonté de fer du viking est inébranlable, c'est un roi juste et droit qui a su prouver à son peuple sa vaillance et sa détermination. Fort de ses réussites, il se prépare à lancer sur l'Empire Carolingien ses soldats d'élites, ses guerriers-fauves. Plus rien ne semble pouvoir l'arrêter désormais et personne ne le fera changer d'avis.

### Part 6: The Wary Ravens of Hroptatyr
C'est pourtant Charlemagne qui va réagir le premier. En 810, il choisit d'établir son point d'appui au-delà du fleuve Elbe (fleuve), à Itzehoe. C'est, pense-t-il, depuis cette base avancée qu'il pourra défendre son Empire.
Godfried s'énerve; s'impatiente, il vient d'être devancé par son ennemi mais il sait que Odin préside déjà aux opérations et que ses corbeaux, Hugin et Munin, guideront son armée vers la victoire. C'est l'aube d'une nouvelle époque, les dieux du Nord s'apprêtent à chasser le Christ usurpateur et Charlemagne de leurs terres. Ils insufflent aux guerriers force et courage et à leur chef la fougue nécessaire qui lui permettra de mener à bien son dessein (Dawn of the Gods). Que les Dieux chassent le roi de ce pays, qu'ils lui revaillent le pillage de mes biens, que Odin et les puissances se courroucent contre lui. Freyr et Njörd, faites fuir de ses propriétés l'oppresseur du peuple. Que les Ases du pays se fâchent contre l'ennemi des hommes qui viole le sanctuaire. Avec les Dieux comme protecteurs, Godfried se sent invincible et sa conquête peut débuter (The Conquest is Marching), cette fameuse conquête dont il rêve depuis qu'il a entendu les propos de Thorgis, maintenant disparu. Il souhaite honorer sa parole et le serment qu'il a fait au jeune homme et décide de mener ses troupes au combat. Le Septentrion est en marche.
Deux cents longs navires fendent les flots et apparaissent sur le rivage de la Frise (province). Les guerriers se déversent comme un océan de sang sur le pays. Ils massacrent encore et encore, brandissant d'innombrables haches étincelantes qui s'abattent sur les crânes des malheureux. La réussite est totale. Godfried, une fois installé sur ces terres nouvelles, réclame un tribut, le danegeld, et envoie des hérauts prévenir Charlemagne que son prochain objectif est la destruction de son palais d'Aix-la-Chapelle, qu'il brulera lui-même de sa main en même temps que la cathédrale. La menace est prise au sérieux. Alcuin transmet le funeste message à son maître qui décide d'user de trahison pour arriver à ses fins. Il faut mettre un terme à ce conflit qui commence à prendre une tournure dramatique. L'Empereur ne veut pas se ridiculiser devant ces hommes du Nord. Il incarne la puissance divine et universelle, il est garant de la foi. Mais plutôt que de combattre et de risquer sa vie, il préfère la trahison.
Odin sait déjà quel sort est réservé à Godfried. Il s'exclame : « il faut que tu meurs » car il possède le savoir et connait toutes les destinées (Breath of Fate). La vie du roi s'arrête ici, il n'accomplira plus aucune prouesse, comme mortel en tout cas. Il meurt cette année qui avait vu naître sa conquête, assassiné par la main de son propre garde du corps, acheté par Charlemagne. Il ne put donc terminer la guerre qu'il avait commencé, et ses rêves périrent avec lui. Déjà le chant des valkyries fend l'atmosphère et inonde l'esprit de Godfried. Une voix fragile et suave résonne dans sa tête : « meurent les biens, meurent les parents, et toi tu mourras de même, mais la réputation ne meurt jamais, celle, bonne, que l'on s'est acquise ». Lui ne croit pas à sa mort, mais la voix est plus présente, il la sent pénétrer dans son âme. Elle le conduit, le guide vers le palais de Walhalla, là où les braves vivent à jamais. Godfried aura la joie de gouter l'hydromel de l'oubli. Son corps céleste brillera au firmament et son nom restera gravé pour l'éternité dans toutes les mémoires. Chaque vie terrestre se souviendra de ses actes et nombreux sont ceux qui chantent déjà le crépuscule du héros (The Kiss of Dusk).
Septentrion's Walk se termine sur la mort de Godfried de Danemark. Son successeur et neveu, Hemming de Danemark, devient roi à son tour. Il va traiter avec Charlemagne et signer un traité de paix avec l'Empereur en 811. Celui-ci confirme et fixe l'établissement de la frontière sud du Danemark sur l'Eider (fleuve).

## Composition du groupe
- Kevin Kazek : chant
- Christophe Billon-Laroute : basse
- Nicolas Pélissier : guitare, claviers, piano, chœurs
- Julien Truttmann : batterie

## Invités
- Christian Le Menn et Bruno Guénan : Scottish bagpipes, practice pipe, small pipe, Irish flute
- Malik Tounsi : percussions
- Roger Baumann : violons
- Déborah Hofer : chœurs féminins, voix de la Valkyrie
- Chorale « Les Chœurs Classiques » de la ville de Algrange